# Memoriał Kamili Skolimowskiej 2020
11. Memoriał Kamili Skolimowskiej – mityng lekkoatletyczny, który odbył się 6 września 2020 roku na Stadionie Śląskim w Chorzowie.
Organizatorem zawodów była Fundacja Kamili Skolimowskiej. Memoriał zaliczany był do cyklu World Athletics Gold Continental Tour. Na trybunach zasiadło 14 200 widzów.

## Rezultaty
Źródło:.
| – najlepszy wynik w sezonie | – najlepszy tegoroczny wynik na listach światowych | – rekord życiowy | – rekord mityngu | – rekord kraju | – rekord kraju juniorów |

### Mężczyźni
| Konkurencja:   | 1. miejsce      | Rezultat | 2. miejsce       | Rezultat | 3. miejsce              | Rezultat |
| Bieg na 400 m  | Karol Zalewski  | 45,74    | Jochem Dobber    | 45,78    | Tony van Diepen         | 45,84    |
| Bieg na 800 m  | Ferguson Rotich | 1:45,30  | Wesley Vázquez   | 1:45,47  | Guy Learmonth           | 1:45,57  |
| Skok o tyczce  | Piotr Lisek     | 5,82     | Sam Kendricks    | 5,72     | Renaud Lavillenie       | 5,62     |
| Pchnięcie kulą | Ryan Crouser    | 22,70    | Michał Haratyk   | 21,78    | Leonardo Fabbri         | 20,96    |
| Rzut dyskiem   | Daniel Ståhl    | 67,28    | Kristjan Čeh     | 66,16    | Andrius Gudžius         | 64,45    |
| Rzut młotem    | Paweł Fajdek    | 79,81    | Wojciech Nowicki | 78,88    | Christos Franddzeskakis | 76,78    |
| Rzut oszczepem | Johannes Vetter | 97,76    | Marcin Krukowski | 84,62    | Cyprian Mrzygłód        | 77,11    |

### Kobiety
| Konkurencja:               | 1. miejsce             | Rezultat | 2. miejsce         | Rezultat | 3. miejsce         | Rezultat |
| Bieg na 100 m              | Dafne Schippers        | 11,29    | Ewa Swoboda        | 11,34    | Ajla Del Ponte     | 11,35    |
| Bieg na 400 m              | Justyna Święty-Ersetic | 51,33    | Lieke Klaver       | 51,61    | Iga Baumgart-Witan | 52,04    |
| Bieg na 1500 m             | Laura Muir             | 3:58,24  | Sofia Ennaoui      | 3:59,70  | Claudia Bobocea    | 4:01,31  |
| Bieg na 100 m przez płotki | Elwira Hierman         | 12,87    | Nadine Visser      | 12,95    | Pia Skrzyszowska   | 13,19    |
| Skok wzwyż                 | Julija Łewczenko       | 1,92     | Iryna Heraszczenko | 1,89     | Levern Spencer     | 1,85     |
| Pchnięcie kulą             | Auriol Dongmo          | 18,33    | Markéta Červenková | 18,32    | Alona Dubicka      | 18,00    |
| Rzut młotem                | Alexandra Tavernier    | 74,12    | Malwina Kopron     | 72,37    | Katarzyna Furmanek | 71,99    |
| Rzut oszczepem             | Maria Andrejczyk       | 65,70    | Līna Mūze          | 63,19    | Sara Kolak         | 61,25    |